# 400 meter (atletiek)
De 400 meter sprinten is een atletiekonderdeel dat de overgang vormt tussen de sprintonderdelen en de middellange afstanden. Het vindt zijn oorsprong in het 19e-eeuwse Engeland, waar op verschillende universiteiten (Harvard, Cambridge e.a.) een ronde van 440 yards werd gelopen. Dit komt overeen met 402,2 meter. Naarmate atletiek ook aan populariteit won op het Europese continent, waar men het metrieke stelsel gebruikte, werd de afstand omgevormd tot 400 m.

## 400 m sprinten
De 400 m is, in tegenstelling tot kortere sprints, niet meer op topsnelheid te lopen, hoewel sommige atleten in het eerste deel niet onder doen voor 100 m-sprinters. Op een outdoorbaan wordt de 400 m over een volle ronde gelopen en op een indoorbaan over twee volle rondes. Over het algemeen wordt de eerste 200 m sneller gelopen dan de laatste 200 m. Het verschil in tijd tussen beide wordt het 'verval' genoemd. De 400 m is de langste individuele afstand waarbij gestart wordt vanuit startblokken.
De afstand bestaat net als ieder onderdeel uit een aantal fasen:
- Fase 1 De start

De start vormt bij een 400 m al een minder belangrijk onderdeel dan bij de 100 m of 200 m. Gemiddeld is het reactievermogen 1,5 tot 2 maal zo hoog als bij een 100 m. Echter, onderling bestaan grote verschillen. Veel jonge deelnemers hebben een groot reactievermogen. Het startblok staat een beetje naar binnen ten opzichte van de baan. Hierdoor kan de sprinter eerst een klein stukje rechtuit sprinten om vervolgens aan de bocht te beginnen.
- Fase 2 De eerste bocht

Na de start versnelt de sprinter in de bocht. Naarmate de snelheid toeneemt, neemt ook de centrifugale kracht toe, de kracht die de sprinter naar buiten duwt. Om dit te compenseren gaat de sprinter naar binnen hangen. Wanneer men onder de juiste hoek sprint kan men daar zelfs gebruik van maken.
- Fase 3 Het eerste rechte stuk

Op het eerste rechte stuk is de atleet op de hoogste snelheid gedurende de 400 m. Doorkomsttijden op de 200 m verschillen bij mannelijke topsprinters tussen 20,5 en 21,5 seconden. Bij vrouwelijke topsprinters 22,5 en 23,5 seconden.
- Fase 4 Tweede bocht

Na 200 m begint de sprinter langzaam snelheid te verliezen en beginnen de spieren melkzuur uit te scheiden als gevolg van de zware inspanning. Dit proces heet verzuring. Het is deels genetisch bepaald of de sprinter veel of weinig snelheid verliest door het verzuren. Afhankelijk van de atleet en omstandigheden begint de merkbare verzuring tussen 200 en 300 meter. Atleten / Atletes omschrijven dit alsof ze 'tegen een muur lopen'. Het wordt ook wel 'de beer' genoemd en is vergelijkbaar met de prestatievermindering op de marathon rond de 35 km.
- Fase 5 Laatste stuk

Nadat de atleet de bocht uitkomt, kan deze niet meer geheel soepel lopen door de opkomende verzuring en is het een mentaal gevecht om de finish te halen. Er wordt gefinisht tussen 43 en 45 seconden bij de mannen en tussen 47,5 en 50 seconden bij de vrouwen.

## Top tien aller tijden

### Mannen wereldwijd
| Rang | Tijd  | Atleet               | Land                | Datum            | Plaats         |
| ---- | ----- | -------------------- | ------------------- | ---------------- | -------------- |
| 1.   | 43,03 | Wayde van Niekerk    | Zuid-Afrika         | 14 augustus 2016 | Rio de Janeiro |
| 2.   | 43,18 | Michael Johnson      | Verenigde Staten    | 26 augustus 1999 | Sevilla        |
| 3.   | 43,29 | Butch Reynolds       | Verenigde Staten    | 17 augustus 1988 | Zürich         |
| 4.   | 43,40 | Quincy Hall          | Verenigde Staten    | 7 augustus 2024  | Parijs         |
| 5.   | 43,44 | Matthew Hudson-Smith | Verenigd Koninkrijk | 7 augustus 2024  | Parijs         |
| 6.   | 43,45 | Jeremy Wariner       | Verenigde Staten    | 31 augustus 2007 | Osaka          |
| 6.   | 43,45 | Michael Norman       | Verenigde Staten    | 20 april 2019    | Torrance       |
| 8.   | 43,48 | Steven Gardiner      | Bahama's            | 4 oktober 2019   | Doha           |
| 9.   | 43,50 | Quincy Watts         | Verenigde Staten    | 5 augustus 1992  | Barcelona      |
| 10.  | 43,64 | Fred Kerley          | Verenigde Staten    | 27 juni 2019     | Des Moines     |

Bijgewerkt: 17 augustus 2024

### Vrouwen wereldwijd
| Rang | Tijd  | Atleet                  | Land                           | Datum            | Plaats   |
| ---- | ----- | ----------------------- | ------------------------------ | ---------------- | -------- |
| 1.   | 47,60 | Marita Koch             | Duitse Democratische Republiek | 6 oktober 1985   | Canberra |
| 2.   | 47,99 | Jarmila Kratochvílová   | Tsjecho-Slowakije              | 10 augustus 1983 | Helsinki |
| 3.   | 48,14 | Salwa Eid Naser         | Bahrein                        | 3 oktober 2019   | Doha     |
| 4.   | 48,17 | Marileidy Paulino       | Dominicaanse Republiek         | 9 augustus 2024  | Parijs   |
| 5.   | 48,25 | Marie-José Pérec        | Frankrijk                      | 29 juli 1996     | Atlanta  |
| 6.   | 48,27 | Olga Vladykina-Bryzgina | Sovjet-Unie                    | 6 oktober 1985   | Canberra |
| 7.   | 48,36 | Shaunae Miller-Uibo     | Bahama's                       | 6 augustus 2021  | Tokio    |
| 8.   | 48,57 | Nickisha Pryce          | Jamaica                        | 20 juli 2024     | Londen   |
| 9.   | 48,59 | Taťána Kocembová        | Tsjecho-Slowakije              | 10 augustus 1983 | Helsinki |
| 10.  | 48,63 | Cathy Freeman           | Australië                      | 29 juli 1996     | Atlanta  |

Bijgewerkt: 17 augustus 2024

### Mannen Nederland
| Rang | Tijd  | Atleet              | Club               | Datum            | Plaats            |
| ---- | ----- | ------------------- | ------------------ | ---------------- | ----------------- |
| 1.   | 44,48 | Liemarvin Bonevacia | Rotterdam Atletiek | 21 augustus 2021 | Bern              |
| 2.   | 44,71 | Jonas Phijffers     | AV '34             | 3 augustus 2025  | Hengelo           |
| 3.   | 45,04 | Eugene Omalla       | Rotterdam Atletiek | 3 augustus 2025  | Hengelo           |
| 4.   | 45,07 | Jochem Dobber       | AV Suomi           | 27 juni 2021     | Breda             |
| 5.   | 45,28 | Isaya Klein Ikkink  | Rotterdam Atletiek | 9 september 2024 | Bellinzona        |
| 6.   | 45,42 | Isayah Boers        | Rotterdam Atletiek | 2 juli 2023      | La Chaux-de-Fonds |
| 6.   | 45,42 | Ramsey Angela       | PAC                | 14 februari 2024 | Potchefstroom     |
| 8.   | 45,61 | Terrence Agard      | Rotterdam Atletiek | 30 juni 2019     | La Chaux-de-Fonds |
| 8.   | 45,61 | Nout Wardenburg     | AV '34             | 27 juni 2021     | Breda             |
| 10.  | 45,68 | Arjen Visserman     | AAC                | 27 juni 1986     | Hengelo           |

Bijgewerkt: 17 augustus 2025

### Vrouwen Nederland
| Rang | Tijd  | Atleet               | Club          | Datum            | Plaats               |
| ---- | ----- | -------------------- | ------------- | ---------------- | -------------------- |
| 1.   | 49,44 | Femke Bol            | AV Altis      | 17 augustus 2022 | München              |
| 2.   | 49,58 | Lieke Klaver         | SAV           | 20 juli 2024     | Londen               |
| 3.   | 50,77 | Lisanne de Witte     | AV Trias      | 11 augustus 2018 | Berlijn              |
| 4.   | 50,95 | Eveline Saalberg     | GVAC          | 14 juli 2024     | La Chaux-de-Fonds    |
| 5.   | 51,08 | Cathelijn Peeters    | Prins Hendrik | 28 april 2024    | Willemstad (Curaçao) |
| 6.   | 51,12 | Madiea Ghafoor       | Phanos        | 18 juli 2018     | Bellinzona           |
| 7.   | 51,35 | Ester Goossens       | AV '34        | 6 juni 1998      | Malmö                |
| 8.   | 51,62 | Myrte van der Schoot | GAC Hilversum | 3 augustus 2025  | Hengelo              |
| 9.   | 51,68 | Gretha Tromp         | AV Hera       | 28 juli 1991     | Eindhoven            |
| 10.  | 51,92 | Els Scharn-Vader     | AVR           | 27 juni 1986     | Hengelo              |

Bijgewerkt: 17 augustus 2025

### Mannen België
| Rang | Tijd  | Atleet                | Datum            | Plaats   |
| ---- | ----- | --------------------- | ---------------- | -------- |
| 1.   | 44,15 | Alexander Doom        | 10 juni 2024     | Rome     |
| 2.   | 44,43 | Jonathan Borlée       | 4 augustus 2012  | Londen   |
| 3.   | 44,56 | Kevin Borlée          | 16 juni 2012     | Brussel  |
| 4.   | 44,63 | Daniel Segers         | 24 juni 2025     | Ostrava  |
| 5.   | 44,98 | Jonathan Sacoor       | 10 juni 2024     | Rome     |
| 6.   | 45,02 | Cédric Van Branteghem | 5 september 2003 | Brussel  |
| 7.   | 45,04 | Fons Brydenbach       | 29 juli 1976     | Montréal |
| 8.   | 45,09 | Dylan Borlée          | 22 juli 2023     | Madrid   |
| 9.   | 45,44 | Julien Watrin         | 4 maart 2023     | Istanbul |
| 10.  | 45,45 | Florent Mabille       | 20 juli 2024     | Ninove   |

Bijgewerkt: 24 juni 2025

### Vrouwen België
| Rang | Tijd  | Atleet                 | Datum            | Plaats            |
| ---- | ----- | ---------------------- | ---------------- | ----------------- |
| 1.   | 49,96 | Cynthia Bolingo Mbongo | 21 augustus 2023 | Boedapest         |
| 2.   | 50,80 | Naomi Van den Broeck   | 21 juni 2024     | Madrid            |
| 3.   | 50,86 | Imke Vervaet           | 28 juni 2025     | Maribor           |
| 4.   | 51,12 | Helena Ponette         | 9 augustus 2025  | Oordegem          |
| 5.   | 51,28 | Hanne Claes            | 14 juli 2024     | La Chaux-de-Fonds |
| 6.   | 51,45 | Kim Gevaert            | 8 mei 2005       | Gent              |
| 7.   | 51,49 | Camille Laus           | 1 juli 2018      | La Chaux-de-Fonds |
| 8.   | 52,00 | Rosine Wallez          | 25 juli 1980     | Moskou            |
| 9.   | 52,15 | Sandra Stals           | 18 juli 1999     | Brussel           |
| 10.  | 52,18 | Anne Michel            | 23 juli 1979     | Moskou            |

Bijgewerkt: 17 augustus 2025

## Continentale records (outdoor)
| Continent                | Geslacht | Prestatie  | Atleet                | Land | Datum             | Plaats         |
| ------------------------ | -------- | ---------- | --------------------- | ---- | ----------------- | -------------- |
| Afrika                   | M        | 43,03 (WR) | Wayde van Niekerk     | RSA  | 14 augustus 2016  | Rio de Janeiro |
| Afrika                   | V        | 49,10      | Falilat Ogunkoya      | NGR  | 29 juli 1996      | Atlanta        |
| Noord- en Midden-Amerika | M        | 43,18      | Michael Johnson       | USA  | 26 augustus 1999  | Sevilla        |
| Noord- en Midden-Amerika | V        | 48,17      | Marileidy Paulino     | DOM  | 9 augustus 2024   | Parijs         |
| Zuid-Amerika             | M        | 43,93      | Anthony José Zambrano | COL  | 2 augustus 2021   | Tokio          |
| Zuid-Amerika             | V        | 49,64      | Ximena Restrepo       | COL  | 5 augustus 1992   | Barcelona      |
| Azië                     | M        | 43,93      | Yousef Masrahi        | KSA  | 23 augustus 2015  | Peking         |
| Azië                     | V        | 48,14      | Salwa Eid Naser       | BRN  | 3 oktober 2019    | Doha           |
| Europa                   | M        | 43,44      | Matthew Hudson-Smith  | GBR  | 7 augustus 2024   | Parijs         |
| Europa                   | V        | 47,60 (WR) | Marita Koch           | GDR  | 6 oktober 1985    | Canberra       |
| Oceanië                  | M        | 44,38      | Darren Clark          | AUS  | 26 september 1988 | Seoel          |
| Oceanië                  | V        | 48,63      | Cathy Freeman         | AUS  | 29 juli 1996      | Atlanta        |

Bijgewerkt tot 18 augustus 2024

## Wereldrecordontwikkeling
y = Record over 440 yards (402,34 meter)

### Mannen
| Tijd (s)                     | Naam               | Nationaliteit | Datum      | Plaats            |
| ---------------------------- | ------------------ | ------------- | ---------- | ----------------- |
| Handgeklokte tijden          |                    |               |            |                   |
| 47 4/5 y                     | Maxey Long         | USA           | 29.09.1900 | New York          |
| 48,2                         | Charles Reidpath   | USA           | 13.07.1912 | Stockholm         |
| 47 2/5 y                     | Ted Meredith       | USA           | 27.05.1916 | Cambridge         |
| 47,6                         | Eric Liddell       | GBR           | 11.07.1924 | Colombes          |
| 47,0                         | Emerson Spencer    | USA           | 12.05.1928 | Palo Alto         |
| 46,4                         | Ben Eastman        | USA           | 26.03.1932 | Palo Alto         |
| 46,2 (46,28)                 | Bill Carr          | USA           | 05.08.1932 | Los Angeles       |
| 46,1                         | Archibald Williams | USA           | 19.06.1936 | Chicago           |
| 46,0                         | Rudolf Harbig      | GER           | 12.08.1939 | Frankfurt am Main |
| 46,0                         | Grover Klemmer     | USA           | 06.06.1941 | Philadelphia      |
| 45,9 (46,00)                 | Herb McKenley      | JAM           | 02.07.1948 | Milwaukee         |
| 45,8                         | George Rhoden      | JAM           | 22.08.1950 | Eskilstuna        |
| 45,4 (45,68)                 | Lou Jones          | USA           | 18.03.1955 | Mexico-Stad       |
| 45,2                         | Lou Jones          | USA           | 30.06.1956 | Los Angeles       |
| 44,9 (45,07)                 | Otis Davis         | USA           | 06.09.1960 | Rome              |
| 44,9                         | Mike Larrabee      | USA           | 12.09.1964 | Los Angeles       |
| 44,9                         | Carl Kaufmann      | EUA           | 06.09.1960 | Rome              |
| 44,5                         | Tommie Smith       | USA           | 20.05.1967 | San José          |
| 44,1 (44,19)                 | Larry James        | USA           | 14.09.1968 | Echo Summit       |
| Elektronisch geklokte tijden |                    |               |            |                   |
| 43,86                        | Lee Evans          | USA           | 18.10.1968 | Mexico-Stad       |
| 43,29                        | Butch Reynolds     | USA           | 17.08.1988 | Zürich            |
| 43,18                        | Michael Johnson    | USA           | 26.08.1999 | Sevilla           |
| 43,03                        | Wayde van Niekerk  | RSA           | 14.08.2016 | Rio de Janeiro    |

### Vrouwen
| Tijd (s)                     | Naam                  | Nationaliteit | Datum      | Plaats       |
| ---------------------------- | --------------------- | ------------- | ---------- | ------------ |
| Hand geklokte tijd           |                       |               |            |              |
| 57,0 y                       | Marlene Matthews      | AUS           | 06.01.1957 | Sydney       |
| 57,0 y                       | Marise Chamberlain    | NZL           | 16.02.1957 | Christchurch |
| 56,3 y                       | Nancy Boyle           | AUS           | 24.02.1957 | Sydney       |
| 55,2                         | Polina Lasarewa       | URS           | 10.05.1957 | Moskou       |
| 54,0                         | Maria Itkina          | URS           | 08.06.1957 | Minsk        |
| 53,6                         | Maria Itkina          | URS           | 06.07.1957 | Moskou       |
| 53,4                         | Maria Itkina          | URS           | 12.09.1959 | Krasnodar    |
| 53,4                         | Maria Itkina          | URS           | 14.09.1962 | Belgrado     |
| 51,9                         | Shin Kim Dan          | PRK           | 23.10.1962 | Pyongyang    |
| 51,7 (51,77)                 | Nicole Duclos         | FRA           | 18.09.1969 | Athene       |
| 51,7 (51,79)                 | Colette Besson        | FRA           | 18.09.1969 | Athene       |
| 51,0 (51,02)                 | Marilyn Neufville     | JAM           | 25.07.1970 | Edinburgh    |
| 51,0 (51,08)                 | Monika Zehrt          | GDR           | 04.07.1972 | Colombes     |
| 49,9                         | Irena Szewińska       | POL           | 22.06.1974 | Rome         |
| Elektronisch geklokte tijden |                       |               |            |              |
| 50,14                        | Riitta Salin          | FIN           | 04.09.1974 | Rome         |
| 49,77                        | Christina Brehmer     | GDR           | 09.05.1976 | Dresden      |
| 49,75                        | Irena Szewińska       | POL           | 22.06.1976 | Bydgoszcz    |
| 49,29                        | Irena Szewińska       | POL           | 29.07.1976 | Montreal     |
| 49,19                        | Marita Koch           | GDR           | 02.07.1978 | Leipzig      |
| 49,03                        | Marita Koch           | GDR           | 19.08.1978 | Potsdam      |
| 48,94                        | Marita Koch           | GDR           | 31.08.1978 | Praag        |
| 48,89                        | Marita Koch           | GDR           | 29.07.1979 | Potsdam      |
| 48,60                        | Marita Koch           | GDR           | 04.08.1979 | Turijn       |
| 48,16                        | Marita Koch           | GDR           | 08.09.1982 | Athene       |
| 47,99                        | Jarmila Kratochvílová | TCH           | 10.08.1983 | Helsinki     |
| 47,60                        | Marita Koch           | GDR           | 06.10.1985 | Canberra     |

## Nationale records

### Mannen (outdoor)
| Land                        | Tijd  | Atleet                 | Plaats                          | Datum             |
| --------------------------- | ----- | ---------------------- | ------------------------------- | ----------------- |
| Afghanistan                 | 50,87 | Abdul Hamid            | Bangkok, Thailand               | 04 november 1997  |
| Albanië                     | 46,16 | Franko Burraj          | Oran                            | 2 juli 2022       |
| Algerije                    | 45,13 | Malik-Khaled Louahla   | Edmonton, Canada                | 04 augustus 2001  |
| Amerikaans-Samoa            | 49,45 | Kelsey Nakanelua       | Adelaide, Australië             | 25 augustus 2000  |
| Amerikaanse Maagdeneilanden | 44,77 | Tabarie Henry          | Hutchinson, Verenigde Staten    | 23 mei 2009       |
| Andorra                     | 48,38 | Daniel Gómez           | Schaan, Liechtenstein           | 26 mei 1999       |
| Angola                      | 47,38 | João Paulo             | Lissabon, Portugal              | 23 juli 1995      |
| Anguilla                    | 47,29 | Kirthley Richardson    | Odessa, Verenigde Staten        | 19 mei 1995       |
| Antigua en Barbuda          | 45,83 | Fred Sowerby           | Knoxville, Verenigde Staten     | 21 mei 1977       |
| Argentinië                  | 45,27 | Elián Larregina        | Cuiaba, Brazilië                | 11 mei 2024       |
| Armenië                     | 46,99 | Akraik Hovanesian      | Kiev, Sovjet-Unie               | 14 juli 1986      |
| Aruba                       | 48,07 | Brian Samson           | Duffel, België                  | 30 mei 1998       |
| Australië                   | 44,38 | Darren Clark           | Seoel, Zuid-Korea               | 26 september 1988 |
| Azerbeidzjan                | 45,83 | Yuriy Dudkin           | Tasjkent, Sovjet-Unie           | 18 september 1986 |
| Bahama's                    | 43,48 | Steven Gardiner        | Doha, Bahrein                   | 4 oktober 2019    |
| Bahrein                     | 44,64 | Brandon Simpson        | Rieti, Italië                   | 27 augustus 2006  |
| Bangladesh                  | 47,55 | Mohamed Hossain Milzer | Seoel, Zuid-Korea               | 29 september 1986 |
| Barbados                    | 45,32 | Elvis Forde            | Los Angeles, Verenigde Staten   | 6 augustus 1984   |
| België                      | 44,15 | Alexander Doom         | Rome, Italië                    | 10 juni 2024      |
| Benin                       | 45,88 | Mathieu Gnanligo       | Addis Abeba, Ethiopië           | 1 mei 2008        |
| Bermuda                     | 45,26 | Troy Douglas           | Atlanta, Verenigde Staten       | 27 juli 1996      |
| Bhutan                      | 57,37 | Bal Bahadur Thamang    | Islamabad, Pakistan             | 3 april 2004      |
| Bolivia                     | 47,72 | Fadrique Iglesias      | Cochabamba, Bolivia             | 3 juni 2001       |
| Bosnië en Herzegovina       | 48,22 | Amel Tuka              | Sarajevo, Bosnië en Herzegovina | 3 juli 2010       |
| Botswana                    | 45,23 | California Molefe      | Gaborone, Botswana              | 5 juni 2004       |
| Brazilië                    | 44,29 | Sanderlei Parrela      | Sevilla, Spanje                 | 26 augustus 1999  |
| Britse Maagdeneilanden      | 46,04 | Dean Greenaway         | Lincoln, Verenigde Staten       | 19 mei 1979       |
| Brunei                      | 48,53 | Mohamed Arman Hj Sanip | Taverny, Frankrijk              | 10 juli 1999      |
| Bulgarije                   | 45,32 | Iliya Dzhivondov       | Sofia, Bulgarije                | 3 juni 2000       |
| Burkina Faso                | 47,76 | Ibrahim Ouedrago       | Ouagadougou, Burkina Faso       | 29 mei 1993       |
| Burundi                     | 46,32 | Jean-Patrick Nduwimana | Tucson, Verenigde Staten        | 30 maart 1999     |

Bijgewerkt tot en met 17 juni 2012.

## Bekende atleten

### Mannen
- Roger Black
- Jonathan Borlée
- Kevin Borlée
- Leslie Djhone
- Lee Evans
- Alberto Juantorena
- Michael Johnson
- Eric Liddell
- LaShawn Merritt
- Wayde van Niekerk
- Michael Norman
- Marc Raquil
- Jeremy Wariner
- Archie Williams
- Jonathan Sacoor

### Vrouwen
- Femke Bol
- Cathy Freeman
- Ana Guevara
- Marita Koch
- Shaunae Miller-Uibo
- Marie-José Pérec
- Vanja Stambolova
- Irena Szewińska
- Tatjana Vesjkoerova

1964: Betty Cuthbert ·
1968: Colette Besson ·
1972: Monika Zehrt ·
1976: Irena Szewińska ·
1980: Marita Koch ·
1984: Valerie Brisco-Hooks ·
1988: Olga Bryzgina ·
1992: Marie-José Pérec ·
1996: Marie-José Pérec ·
2000: Cathy Freeman ·
2004: Tonique Williams-Darling ·
2008: Christine Ohuruogu ·
2012: Sanya Richards-Ross ·
2016: Shaunae Miller ·
2020: Shaunae Miller ·
2024: Marileidy Paulino
1896: Thomas Burke ·
1900: Maxey Long ·
1904: Harry Hillman ·
1908: Wyndham Halswelle ·
1912: Charles Reidpath ·
1920: Bevil Rudd ·
1924: Eric Liddell ·
1928: Ray Barbuti ·
1932: Bill Carr ·
1936: Archie Williams ·
1948: Arthur Wint ·
1952: George Rhoden ·
1956: Charlie Jenkins ·
1960: Otis Davis ·
1964: Mike Larrabee ·
1968: Lee Evans ·
1972: Vince Matthews ·
1976: Alberto Juantorena ·
1980: Viktor Markin ·
1984: Alonzo Babers ·
1988: Steve Lewis ·
1992: Quincy Watts ·
1996: Michael Johnson ·
2000: Michael Johnson ·
2004: Jeremy Wariner ·
2008: LaShawn Merritt ·
2012: Kirani James · 
2016: Wayde van Niekerk · 
2020: Steven Gardiner · 
2024: Quincy Hall
1983 Jarmila Kratochvílová ·
1987 Olga Bryzgina ·
1991 Marie-José Pérec ·
1993 Jearl Miles-Clark ·
1995 Marie-José Pérec ·
1997 Cathy Freeman ·
1999 Cathy Freeman ·
2001 Amy Mbacke Thiam ·
2003 Ana Guevara ·
2005 Tonique Williams-Darling ·
2007 Christine Ohuruogu ·
2009 Sanya Richards ·
2011 Amantle Montsho ·
2013 Christine Ohuruogu ·
2015 Allyson Felix ·
2017 Phyllis Francis ·
2019 Salwa Eid Naser ·
2022 Shaunae Miller-Uibo ·
2023 Marileidy Paulino
1983 Bert Cameron ·
1987 Thomas Schönlebe ·
1991 Antonio Pettigrew ·
1993 Michael Johnson ·
1995 Michael Johnson ·
1997 Michael Johnson ·
1999 Michael Johnson ·
2001 Avard Moncur ·
2003 Jerome Young ·
2005 Jeremy Wariner ·
2007 Jeremy Wariner ·
2009 LaShawn Merritt ·
2011 Kirani James ·
2013 LaShawn Merritt ·
2015 Wayde van Niekerk ·
2017 Wayde van Niekerk ·
2019 Steven Gardiner ·
2022 Michael Norman ·
2023 Antonio Watson